# Leonard Roberts
Leonard Roberts (Saint Louis, 17 november 1972) is een Amerikaanse acteur.
Roberts is sinds 1996 acteur waar hij zijn eerste rol had in de serie Due South, daarnaast kreeg hij nog enkele rollen in verschillende films. Van 2006 tot 2007 speelde hij D.L. Hawkins in de serie Heroes.

## Filmografie
- Love Jones - Eddie Coles (1997)
- Hoodlum - Tyrone (1997)
- He Got Game - D'Andre Mackey (1998)
- Masquerade - Otis (2000, televisiefilm)
- Joe and Max - Joe Louis (2002, televisiefilm)
- Drumline - Sean Taylor (2002)
- The Last Adam - Bobby Jackson (2006)
- Red Sands - SSgt. Marcus Howston (2009)
- Pizza Man - Leo (2012)
- Savages - Hayes / 'O' Security (2012)
- California Winter - Larry Johnson (2012)
- Blackstar Warrior - Tyson Roderick (2013, televisiefilm)
- American Sniper - Instructor Rolle (2014)
- My Favorite Five - Matthew (2015)
- Any Day - Troy (2015)
- Dancer and the Dame - Shepard (2015)

### Televisie
*Exclusief eenmalige gastrollen
- Turks - Officier Tom May (1999)
- Buffy the Vampire Slayer - Forrest Gates (1999-2000)
- JAG - Lt. Crawford (2001)
- Providence (2002)
- Smallville - Nam-Ek (2005-2006)
- Heroes - D.L. Hawkins (2006-2007)
- Castle - Special Agent Jason Avery (2010)
- The Client List - Detective Monroe (2013)
- American Crime Story - Dennis Schatzman (2016)

- Bibliothèque nationale de France: cb161605839 (data)
- Gemeinsame Normdatei: 142489344
- International Standard Name Identifier: 0000 0001 2331 1563
- Library of Congress Control Number: no2003124334
- Nederlandse Thesaurus van Auteursnamen: 072635983
- Virtual International Authority File: 102434313